# Jemyliwka (osiedle w obwodzie kirowohradzkim)
Jemyliwka (ukr. Ємилівка) – osiedle na Ukrainie, w obwodzie kirowohradzkim, w rejonie hołowaniwskim, w hromadzie Hołowaniwsk. W 2001 liczyło 689 mieszkańców, spośród których 658 wskazało jako ojczysty język ukraiński, 25 rosyjski, 3 mołdawski, 1 niemiecki, a 2 inny.